# Onyx (Mineral)

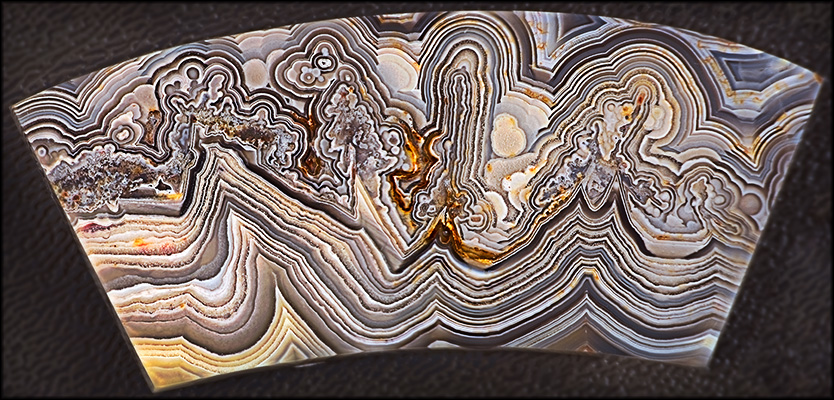
Achatscheibe mit großen Zonen von Onyxbänderung

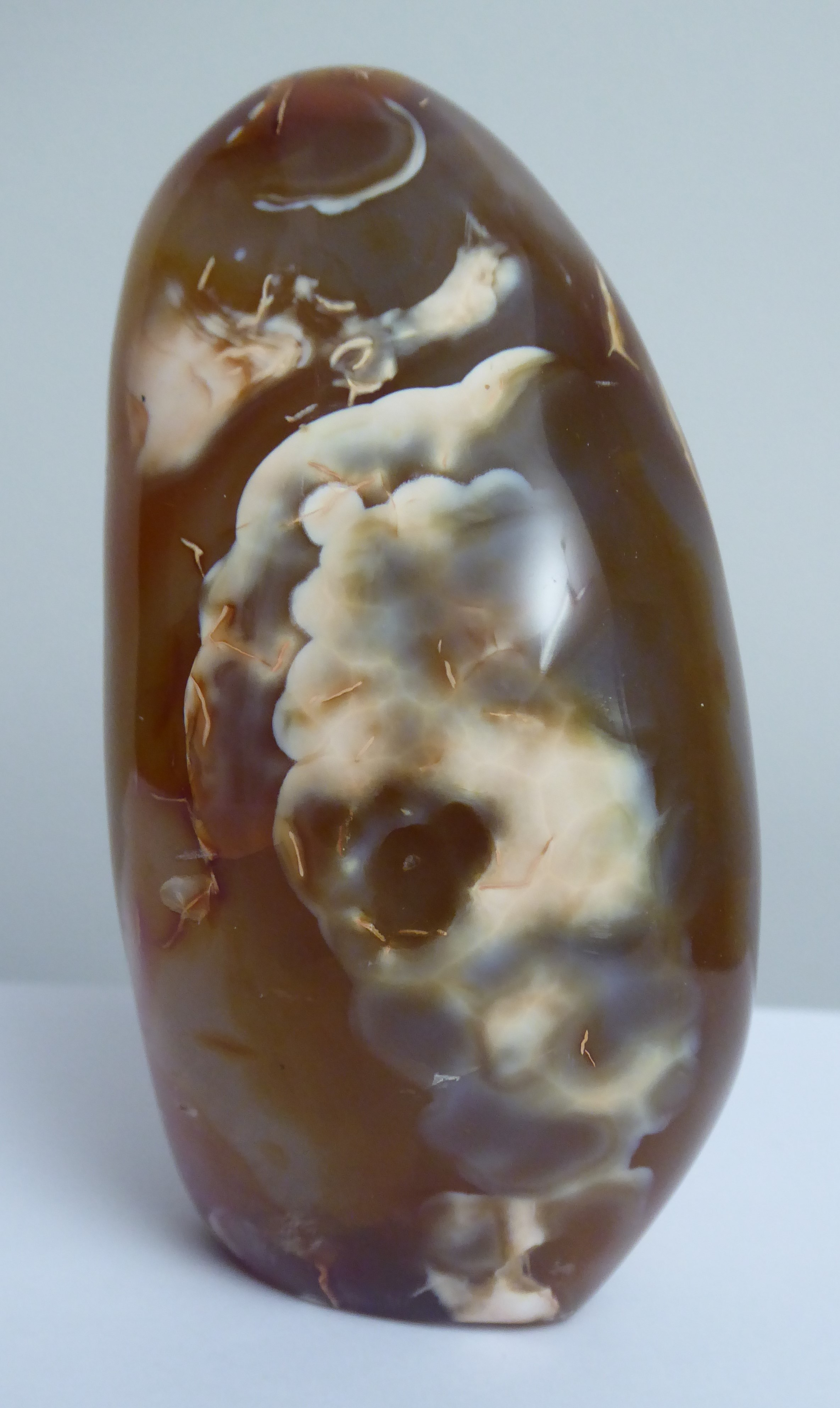
Polierter brauner Sardonyx aus Madagaskar mit weißen, wolkenförmigen Flecken

Als Onyx (IPA: [ˈoːnʏks], anhörenⓘ) werden spezielle Farb-Varietäten von Chalcedon oder Achat bezeichnet. Definitionsgemäß gilt dabei rein schwarz gefärbter Chalcedon sowie schwarz-weiß gebänderter Achat als Onyx. Wenn das Mineral als unstrukturierte Masse auftritt, nennt man es Chalcedon, besteht es aus deutlich sichtbaren, unterschiedlich gefärbten Schichten oder Bändern, nennt man es Achat. Chalcedon und damit auch die Spielarten Achat und Onyx sind wiederum mikro- bis kryptokristalline Varietäten des Minerals Quarz (SiO2).
Der an Naturkunde interessierte Literat und Dichter Gotthold Ephraim Lessing (1729–1781) formulierte: „Die weiße Schicht des Onyx ist jederzeit Chalcedon; nämlich was wir jetzt Chalcedon nennen, ist ein milchfarbener Achat. Wenn eine dunklere Schicht dazu kommt, so heißt der Stein Onyx.“
In Abgrenzung zum Onyx werden einheitlich braune (in der Antike und später auch gelbrote bis rote) Chalcedone als Karneol (auch Sarder) und schwarz-weiß-rot bis rotbraun gebänderte Chalcedone (Achate) als Sardonyx bezeichnet.
Wie Chalcedon bzw. Achat ist auch Onyx undurchsichtig bis schwach durchscheinend und findet sich in der Natur überwiegend als feinstkörnige, poröse Mineral-Aggregate in traubigen bis knolligen oder stalaktitischen Formen mit oft faserigem Aussehen.
Da Onyx nicht häufig genug zu finden ist, um den Bedarf zu decken, wird er meist durch entsprechend gefärbte Chalcedone und Achate imitiert. Die Kunst des Achatfärbens war bereits den Römern bekannt. Verwechslungen mit anderen schwarzen Mineralen wie Obsidian, Schörl oder Gagat sind ebenfalls möglich.
Gebänderter Feuerstein in den Farbschattierungen von Weiß- über Grau- zu Schwarztönen ist aufgrund seiner nahezu gleichen Konsistenz wie Quarz aufgrund der weicheren Bänderung unterscheidbar.
Ebenfalls mit Onyx verwechselt wird zudem Onyxmarmor (auch Onyx-Marmor oder Marmor-Onyx), der oft irreführend mit der Kurzbezeichnung Onyx versehen ist. Onyxmarmor ist jedoch ein gelbes, braunes oder grünes Kalkstein-Sinter-Gestein, das entweder aus Calcit (Ca[CO3]) oder Aragonit (Ca[CO3]) besteht. Ein wichtiges Unterscheidungsmerkmal ist außer der geringeren Härte die Säureempfindlichkeit.
Echter Onyx wird hauptsächlich zu Schmucksteinen oder kunstgewerblichen Utensilien, wie Brieföffnern, Aschenbechern etc., verarbeitet. Als Schmuck waren Onyxsteine in der ersten Hälfte des 20. Jahrhunderts bei Ringen und Manschettenknöpfen beliebt.

## Etymologie
Ins Deutsche wurde die Bezeichnung Onyx im Mittelalter über das Lateinische aus dem Griechischen entlehnt, wo ὄνυξ (Genitiv ὄνυχος) „Fingernagel“ oder „Kralle“ bedeutet. Der Name rührt daher, dass die weißen Streifen des Onyx der weißen Farbe des Fingernagels gleicht. Verwandt mit dem griechischen Wort sind im Lateinischen unguis, im Althochdeutschen nagal, im Litauischen nagà und im Sanskrit नख (nakhá). Allen diesen indogermanischen Sprachen gemeinsam ist die Bedeutung Klaue, Kralle, Pferdehuf und Fingernagel.

## Varietäten
Beim Onyx können schwarze, graue und weiße Lagen abwechselnd vorkommen. Die weißlichen und gräulichen Schichten können eine leichte Transparenz aufweisen. Rein schwarze Chalcedone werden ebenfalls als Onyx bezeichnet.
Weitere zweifarbig gebänderte Varietäten sind der Sardonyx (auch Sard-Onyx) mit braun-weißer und der Karneol (auch Sarder) mit rot-weißer Bänderung. Da das Braun des Sardonyxes oft ins Schwarze hineinspielt, ist eine Unterscheidung zwischen Onyx und Sardonyx oft nur schwer möglich.

## Fundorte

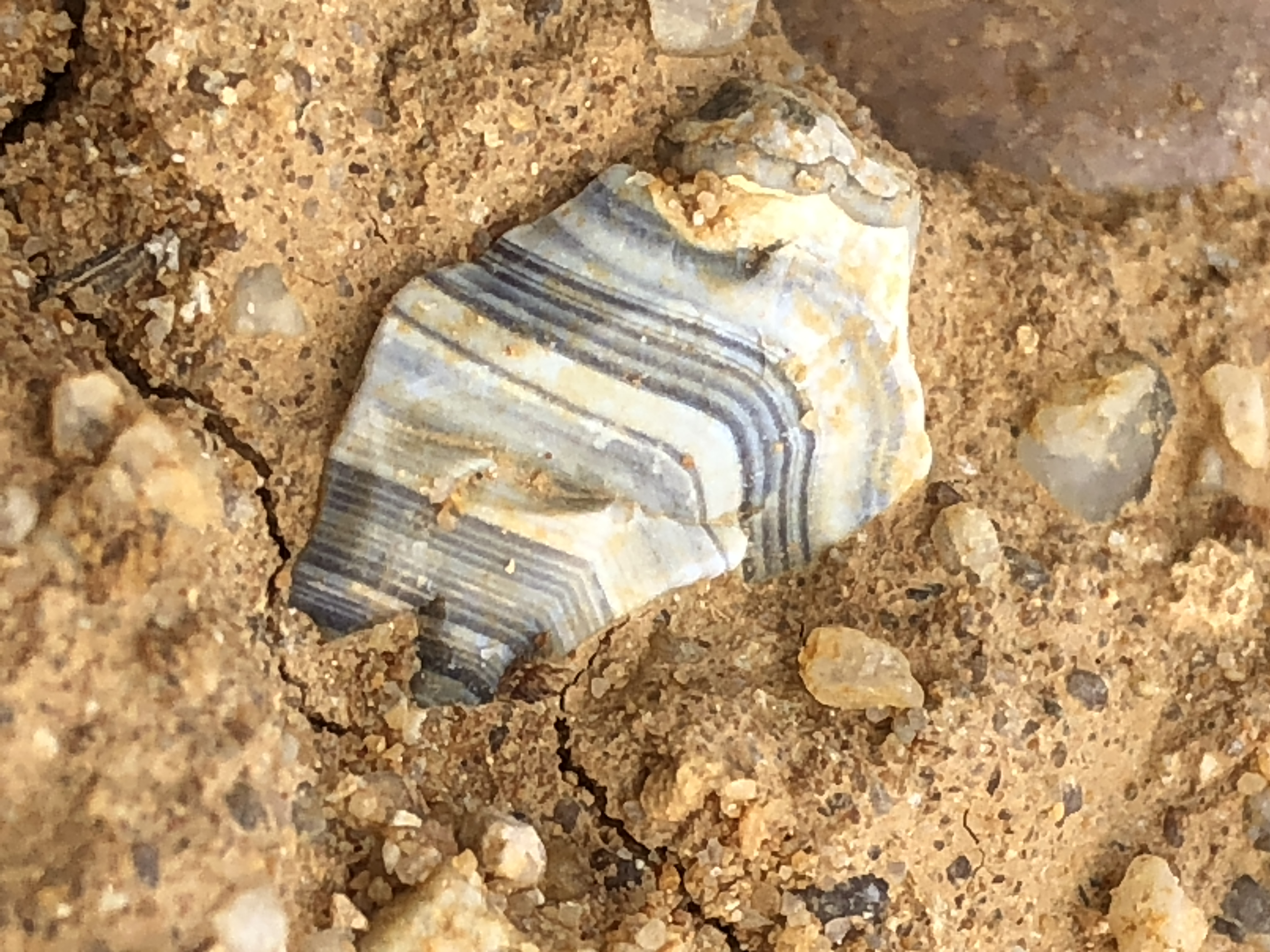
Gebänderter Onyx aus Sandgrube im Mainzer Becken (Größe ca. 2,5 cm)

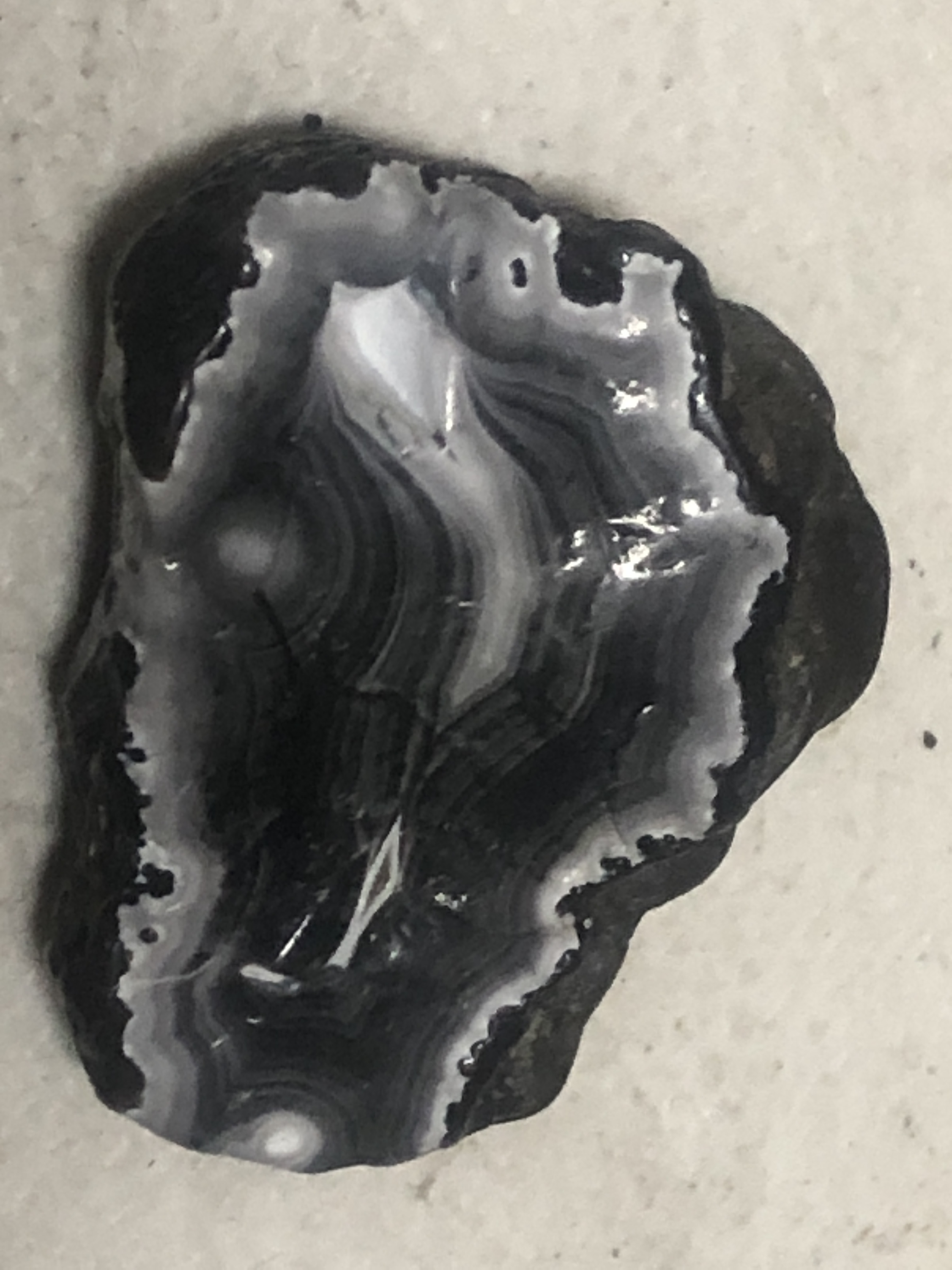
Natürlich abgeschliffener Onyx mit Achtbänderung aus dem Mainzer Becken (Größe ca. 2 cm)

Fundorte für Onyx und Sardonyx sind unter anderem Jemen, Brasilien, Madagaskar, Mexiko, Pakistan, Kreta Griechenland, Uruguay und die USA. Aber auch im Mainzer Becken in Rheinland-Pfalz gab es historisch wichtige Fundorte für die nahgelegene Schmuckindustrie um Idar-Oberstein.

## Verwendung als Schmuckstein
Seine tiefschwarze Farbe macht Onyx zu einem beliebten Schmuckstein, vor allem Lagenstein, – besonders zu Traueranlässen. Er wird auch oft für das Schnitzen von Gemmen verwendet. Zudem wird Onyx häufig zur Herstellung von Manschettenknöpfen, insbesondere für „Black Tie“-Anlässe (Smoking, Cutaway), verwendet.

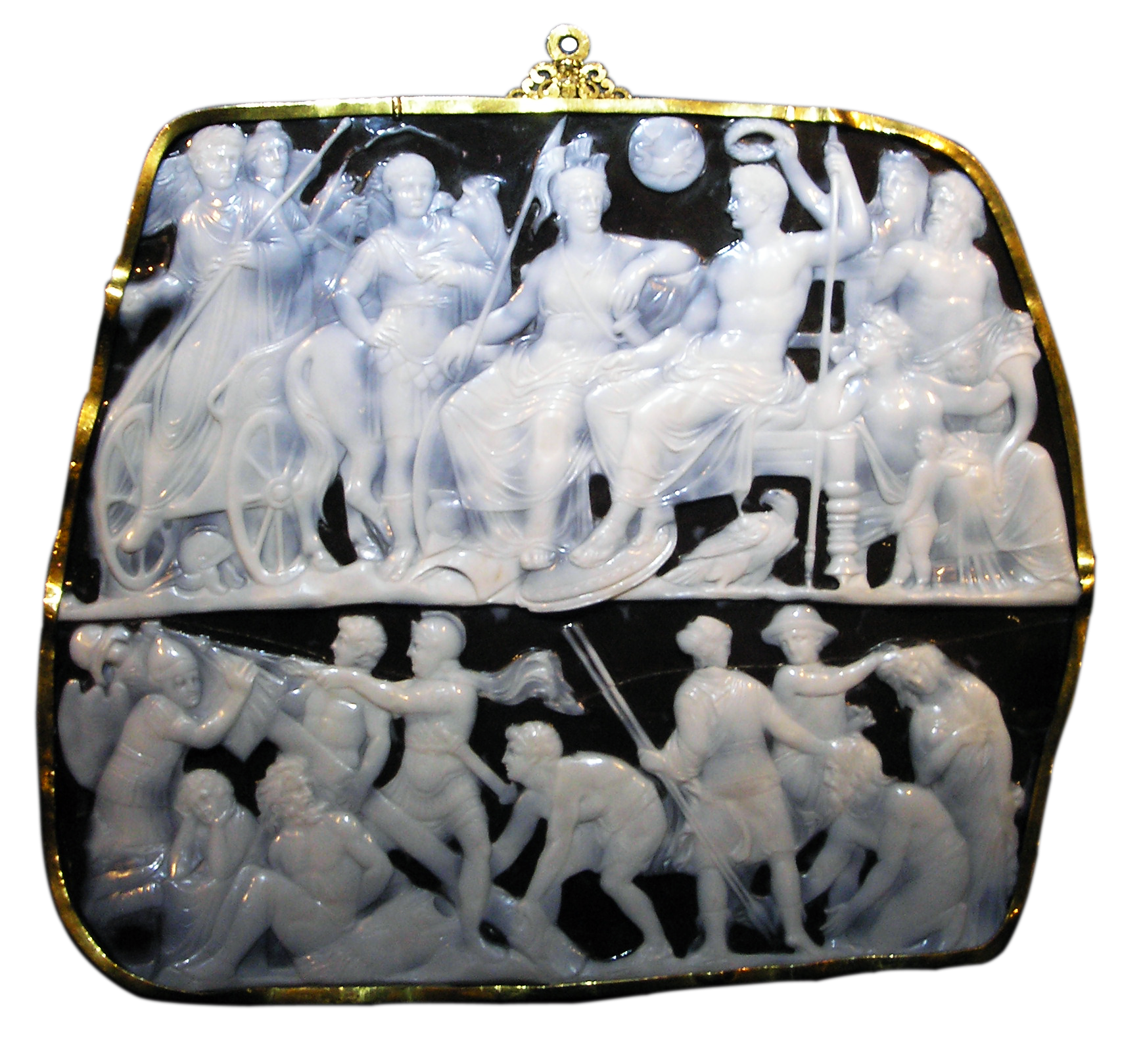
Gemma Augustea
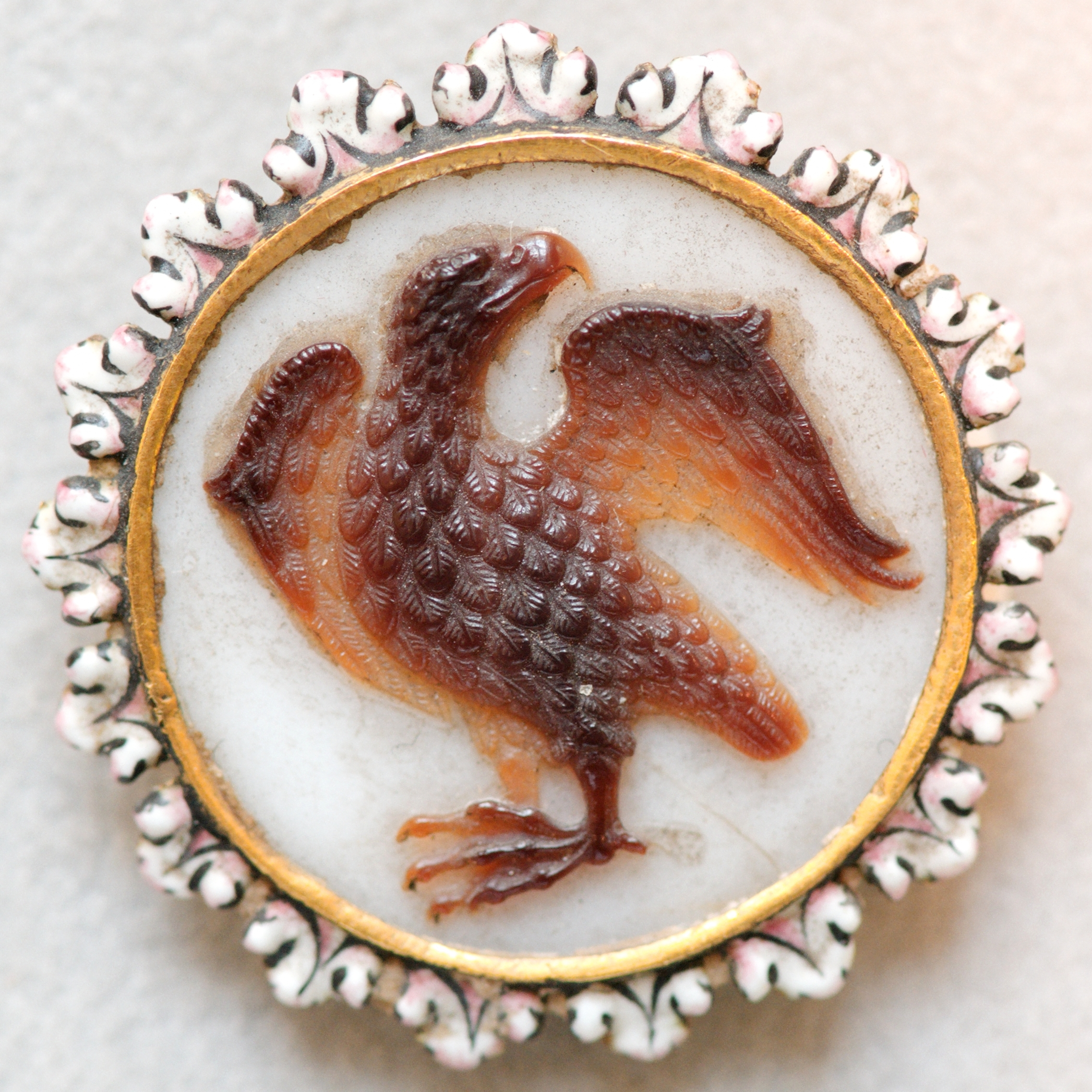
Sardonyxkamee Friedrichs II. aus Süditalien
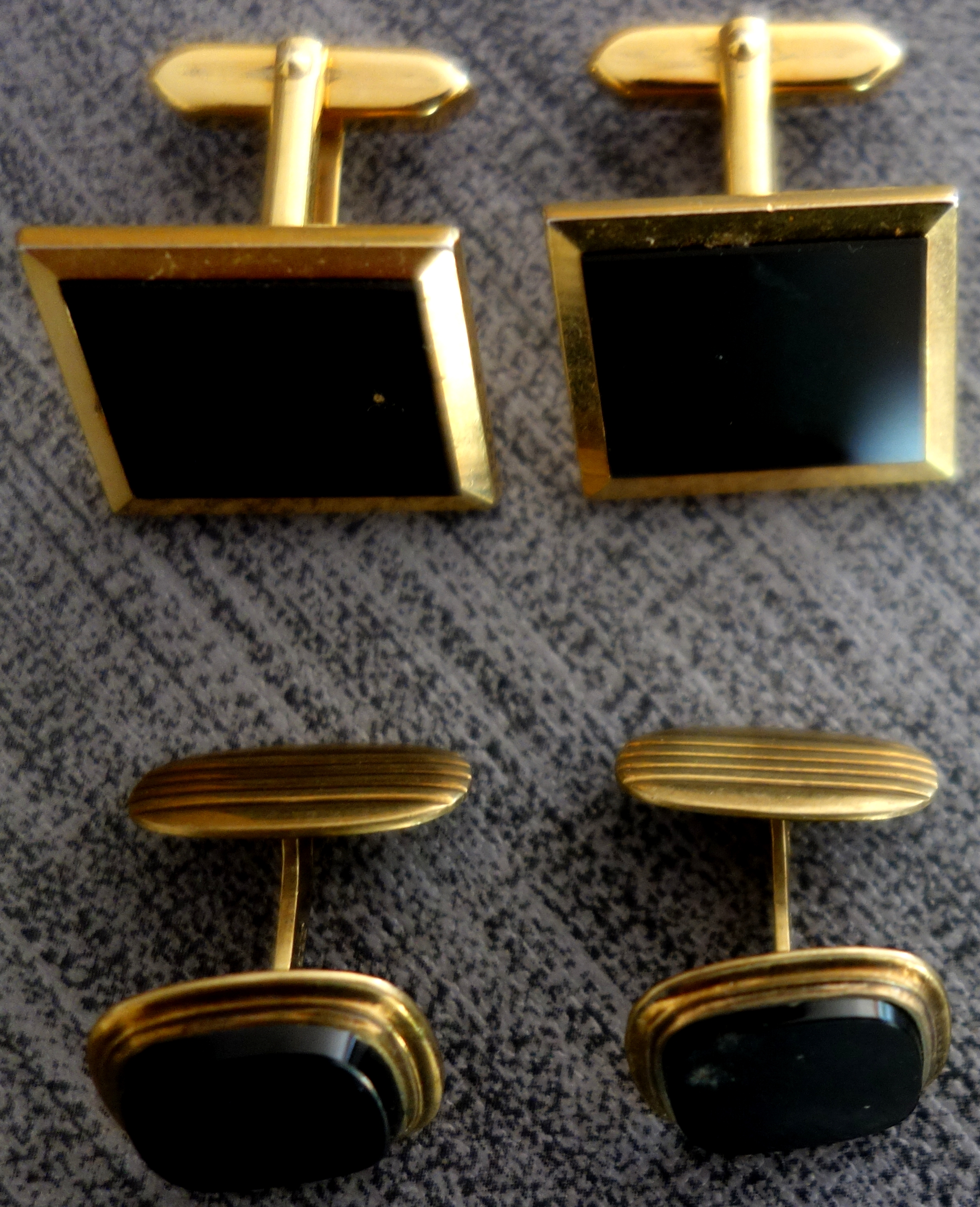
Goldene Manschettenknöpfe mit geschliffenem Onyx

## Manipulationen und Imitationen
Aufgrund des hohen Bedarfs, der durch die natürlichen Vorkommen nicht gedeckt werden kann, ist ein Großteil des im Handel erhältlichen Onyxes gefälscht. Entweder wird der poröse Achat (vgl. griechisch-lateinisch achates onyx) gefärbt oder es werden graue Schichten des Chalcedons in ein Säurebad getaucht. Das Beizen erfolgt durch Einlegen in eine Zucker- oder Honiglösung und eine darauffolgende starke Erhitzung mit Umwandlung des Zuckers in Kohlenstoff, der durch eine Behandlung in erwärmter Schwefelsäure fixiert wird. Manchmal wird als Imitation auch der glänzend schwarze Obsidian poliert. Resultat ist dann eine matte, tiefschwarze Farbe. Echt von unecht zu unterscheiden ist beim Onyx außerordentlich schwierig und im Grunde nur durch eine mineralogische Untersuchung möglich. Ist ein Stein jedoch von weißer Farbe durchzogen, so kann man von einem echten Exemplar ausgehen.

## Esoterik
Bereits in der Antike, aber auch im Mittelalter wurden verschiedene Edel- und Schmucksteine mit bekannten Planeten und Sternbildern in Verbindung gebracht und als Amulett bzw. Heilstein mit angedichteten magischen Eigenschaften genutzt. Diese Art der Nutzung lebt auch in der Esoterik fort, jedoch ist eine Zuordnung rein willkürlich und unterscheidet sich von Autor zu Autor. So sind beispielsweise Onyx und Sardonyx nach Richardson und Huett (1989) dem Mars zugeordnet, nach Ahlborn (1996) der Sardonyx dagegen dem Jupiter und nach Uyldert (1983) der Onyx dem Saturn.
Ebenso ist bei den Tierkreiszeichen eine Vielzahl von Tierkreissteinen im Gebrauch. Der Onyx wird dabei je nach Quelle zwar hauptsächlich dem Steinbock, aber auch den Zwillingen oder dem Löwen zugeordnet und der Sardonyx entweder der Jungfrau oder der Waage. Da die Tierkreissteine zugleich als Geburtssteine betrachtet wurden und werden, sind viele Schmucksteine auch bestimmten Monaten zugeordnet. Allerdings ist die Verbindung willkürlich und steht nur selten im Zusammenhang mit den entsprechenden Tierkreiszeichen. Deutlich wird dies vor allem beim Onyx, der je nach Quelle dem Februar oder dem August zugeordnet ist (Steinbock 22.12.–20.1.; Zwillinge 21.5.–21.6.; Löwe 23.7.–23.8.).
Als Heilstein soll Onyx verschiedenen esoterischen Schriften zufolge unter anderem Augenentzündungen und Erkrankungen der Zehennägel lindern bzw. heilen. Wissenschaftliche Belege für die angeblich heilenden Wirkungen gibt es nicht. Hildegard von Bingen nennt zahlreiche Krankheiten, gegen die der Onyx eingesetzt werden kann, so: Handschmerzen, Augenkrankheiten, Fieber, Milzschmerzen oder Magenschmerzen. Auch Traurigkeit könne er durch das bloße Ansehen oder das in den Mund nehmen lindern.